# Yannis Anastasiou
Yannis Anastasiou (Arta, Grecia, 5 de marzo de 1973), es un exfutbolista griego, se desempeñaba como delantero y se retiró en 2008. Ha entrenado al Panathinaikos y al Roda JC Kerkrade.

## Clubes
| Club                | País         | Año       |
| ------------------- | ------------ | --------- |
| Preveza FC          | Grecia       | 1990-1991 |
| Ethnikos Piraeus FC | Grecia       | 1991-1996 |
| OFI Creta           | Grecia       | 1996-1998 |
| RSC Anderlecht      | Bélgica      | 1998-2000 |
| Roda JC             | Países Bajos | 2000-2004 |
| AFC Ajax            | Países Bajos | 2004-2006 |
| Sparta Rotterdam    | Países Bajos | 2006-2007 |
| Almere City FC      | Países Bajos | 2007-2008 |